# IIIe Legerkorps (Unie)
De naam IIIe Legerkorps (Derde Korps) werd tijdens de Amerikaanse Burgeroorlog gedragen door drie verschillende legerkorpsen in het leger van Unie. Twee van deze eenheden echter werden kort na hun formatie heringedeeld of opgeheven; daarom wordt de naam traditioneel geassocieerd met het korps dat van 13 maart 1862 tot 24 maart 1864 deel uitmaakte van het Army of the Potomac (Leger van de Potomac).

## Tijdslijn bevelvoerders IIIe Korps
| Bevelvoerder                                          | Start            | Einde            |
| ----------------------------------------------------- | ---------------- | ---------------- |
| Brigadegeneraal/Generaal-majoor Samuel P. Heintzelman | 13 maart 1862    | 30 oktober 1862  |
| Brigadegeneraal/Generaal-majoor George Stoneman       | 30 oktober 1862  | 5 februari 1863  |
| Brigadegeneraal/Generaal-majoor Daniel E. Sickles     | 5 februari 1863  | 29 mei 1863      |
| Generaal-majoor David B. Birney                       | 29 mei 1863      | 3 juni 1863      |
| Generaal-majoor Daniel E. Sickles                     | 3 juni 1863      | 2 juli 1863      |
| Generaal-majoor David B. Birney                       | 2 juli 1863      | 7 juli 1863      |
| Generaal-majoor William H. French                     | 7 juli 1863      | 28 januari 1864  |
| Generaal-majoor David B. Birney                       | 28 januari 1864  | 17 februari 1864 |
| Brigadegeneraal William H. French                     | 17 februari 1864 | 24 maart 1864    |

## Organisatie
Het IIIe Legerkorps was afwisselend ingedeeld in drie divisies (maart-juli 1862, december 1862-mei 1863 en juli 1863-maart 1864) of twee divisies (juli-november 1862 en mei-juli 1863), elk op hun beurt verder verdeeld over drie infanteriebrigades. Daarnaast had de korpscommandant ook een enkele gecentraliseerde artilleriebrigade te zijner beschikking.

## Overige IIIe Legerkorpsen
| Oorspronkelijke classificatie | Start             | Einde             | Heringedeeld als                  | Start             | Einde           |
| ----------------------------- | ----------------- | ----------------- | --------------------------------- | ----------------- | --------------- |
| Army of Virginia IIIe Korps   | 26 juni 1862      | 12 september 1862 | Army of the Potomac Ie Korps      | 12 september 1862 | 24 maart 1864   |
| Army of the Ohio IIIe Korps   | 29 september 1862 | 24 oktober 1862   | Army of the Cumberland IIIe Korps | 24 oktober 1862   | 5 november 1862 |